# Карица (дем Зица)
Вижте пояснителната страница за други значения на Карица.
Карица (на гръцки: Καρίτσα) е село в Гърция, дем Зица, намиращо се на 16 км северозападно-западно от Янина. В "Хрониката на Вуца" (т.е. на Светия манастир „Успение Богородично“ или Вуцовския манастир) се споменава че след 1430 г. жителите на селото, заедно със загорците, били освободени от данъци, привилегия която се запазва до 1690 г.